# 邵东站
邵东站，位于中华人民共和国湖南省邵阳市邵东市大禾塘街道红岭路，是娄邵铁路、洛湛铁路和怀邵衡铁路上的火车站，于2016年1月26日启用营运，中国铁路广州局集团有限公司管辖。

## 歷史
- 2016年1月26日通车启用。[2][3]原大禾塘街道建设北路的邵东老火车站同时更名为大禾塘站。

## 車站周邊
- 两市镇金泉村村民委员会
- 邵东火车站派出所

## 外部連結
- 中国铁路客户服务中心 （页面存档备份，存于）